# Galileo Beghi
Galileo Beghi (Canaro, 12 maggio 1874 – Rapallo, aprile 1944) è stato un politico italiano, appartenente al Partito Socialista Italiano.

## Biografia
Compì gli studi universitari all'Università di Bologna. Iscritto al Partito Socialista Italiano, collaborò all'Asino di Guido Podrecca e svolse l'incarico di corrispondente dell'Avanti!.
Medico, socialista moderato, fu deputato dal 1913 al 1924. Sconfitto alle elezioni del 1913 nel collegio di Rovigo al ballottaggio con l'avvocato Ugo Maneo, l'anno successivo andò al Parlamento vincendo il ricorso con il quale riuscì a far riconoscere validi circa mille voti che gli erano stati annullati.
Fu rieletto nel 1919.
Alle elezioni politiche del 1921, com'era già accaduto nel 1913, per un curioso ricorso storico, andò in parlamento solamente nel maggio successivo in seguito all'annullamento di circa 3.000 voti al candidato del Partito Fascista Ottorino Piccinato.
Beghi non si ricandidò alle elezioni del 1924 a causa delle minacce subite dagli squadristi locali. A seguito di questi fatti, abbandonò completamente l'attività politica.
Morì a Rapallo nell'aprile del 1944.